# .gs
.gs és el domini de primer nivell territorial (ccTLD) de les illes Geòrgia del Sud i Sandwich del Sud. .gs és membre de CoCCA, un grup de dominis territorials que utilitzen serveis comuns de registre i de resolució de conflictes, (juntament amb .af, .cx, .nf, .ki, .tl, .mn, .dm, i .mu). .gs es fa servir força per a serveis d'escurçament d'URLs.
.gs és un domini comú per a serveis d'escurçament d'URL o escurçament d'URL en general. Exemples d'ús inclouen:
- brook.gs (Institut Brookings)[3][4]
- redwn.gs (Ales Vermelles de Detroit)[5][6]
- lakin.gs (Los Angeles Kings)[7]
- goza.gs (Bulldogs de Gonzaga)[8][9]
- gado.gs (Georgia Bulldogs)[10]
- hvd.gs (The Harvard Gazette)[11]
- brd.gs (Bord Gáis Energy)[12]
- eurowin.gs (Eurowings)[13][14]
- coralsprin.gs (Coral Springs, Florida)[15][16]
- win.gs (Red Bull GmbH)[17][18]